# Entella gaerdesi
Entella gaerdesi är en bönsyrseart som beskrevs av Johann Heinrich Kaltenbach 1996. Entella gaerdesi ingår i släktet Entella och familjen Mantidae. Inga underarter finns listade i Catalogue of Life.